# Comisión Económica para África
La Comisión Económica para África fue establecida por el Consejo Económico y Social de las Naciones Unidas (ECOSOC) en 1958 como una de las cinco comisiones regionales de las Naciones Unidas, el objetivo de la CEPA es promover el desarrollo económico y social de sus Estados miembros , fomentar la integración intra-regional, y promover la cooperación internacional para el desarrollo de África.

## Organización
Compuesto por 54 Estados miembros, y jugando un doble papel como brazo regional de la ONU y como un componente clave del conjunto de instituciones de África, la CEPA está en condiciones de hacer contribuciones únicas para abordar desafíos de desarrollo del continente.
La fuerza de la CEPA se deriva de su papel como la única agencia de las Naciones Unidas el mandato de operar a nivel regional y subregional para aprovechar los recursos y llevarlos a influir en las prioridades de África. Para aumentar su impacto, la CEPA pone un especial énfasis en la recogida hasta la fecha y las estadísticas regionales originales con el fin de fundamentar su investigación y promoción de políticas en pruebas objetivas claras, la promoción de un consenso político; proporcionando desarrollo de capacidad significativa, y la prestación de servicios de asesoramiento en áreas temáticas clave: 
- Política Macroeconómica
- Integración Regional y Comercio
- Desarrollo Social
- Recursos naturales
- Innovación y Tecnología
- Género
- Gobernancia

## Otros objetivos
La CEPA también ofrece servicios de asesoramiento técnico a los gobiernos africanos, las organizaciones intergubernamentales y las instituciones. Además, formula y promueve programas y acciones de ayuda al desarrollo como organismo de ejecución para proyectos operacionales pertinentes.
Servicios de asesoramiento regionales especializados y el apoyo al desarrollo de la capacidad significativa para los Estados miembros se presenta en las siguientes áreas prioritarias:
- Promoción de la industrialización
- Diseño e implementación de la política macroeconómica
- Diseño y articulación de la planificación del desarrollo
- Negociaciones de contratos de recursos minerales de apoyo
- Promoción del manejo adecuado de los recursos naturales para la transformación de África

La CEPA está encabezada por un Secretario Ejecutivo, que es asistido por un Secretario Ejecutivo Adjunto. Su programa de trabajo se apoya en dos pilares: la investigación de políticas y entrega de conocimientos. Hay cinco divisiones sustantivas encargadas de la investigación de políticas: la política macroeconómica, la integración regional y comercio, desarrollo de políticas sociales, iniciativas especiales, y el Centro Africano de Estadística. La División de Desarrollo, IDEP (órgano de formación de la CEPA) de capacidad, la División de Administración y las oficinas subregionales de la CEPA en Rabat, Niamey, Yaundé, Kigali y Lusaka comprenden el pilar de entrega de conocimientos. La generación de conocimiento y la entrega de conocimientos en la CEPA se basan en la planificación estratégica y la División de Calidad de la explotación y de la Información Pública y la División de Gestión del Conocimiento. Las Asociaciones para la CEPA la Oficina de Apoyo Secretaría Conjunta de la ECA de Office y, AUC y el BAfD complementan la labor de las divisiones sustantivas. 
La labor normativa de la CEPA, encaminado a formar la transformación de África, apoyando un camino de crecimiento que corrige las vulnerabilidades que inciden en la vida de las personas.